# Eduardo Laurencena
Eduardo Laurencena (Paraná, Entre Ríos; 1885 - 1959) fue un abogado y político argentino, que se desempeñó como gobernador de Entre Ríos (1926-1930), senador nacional y presidente del Comité Nacional de la Unión Cívica Radical.

## Biografía

### Comienzos
Hijo del dirigente radical Miguel Laurencena y de Isabel Beheretche, Eduardo Laurencena realizó sus estudios primarios y secundarios en Paraná y se graduó de abogado en la Universidad de Buenos Aires. En 1913 fue elegido diputado provincial, pero renunció en 1914 al ser su padre elegido gobernador de Entre Ríos.
En 1918 fue designado por el gobierno como Fiscal de Estado de la provincia y al año siguiente ministro de Hacienda del gobernador Celestino Marcó, renunció en febrero de 1922, a raíz de un pronunciamiento de la convención provincial de la UCR en la que se felicitaba al presidente Hipólito Yrigoyen por su obra de gobierno.

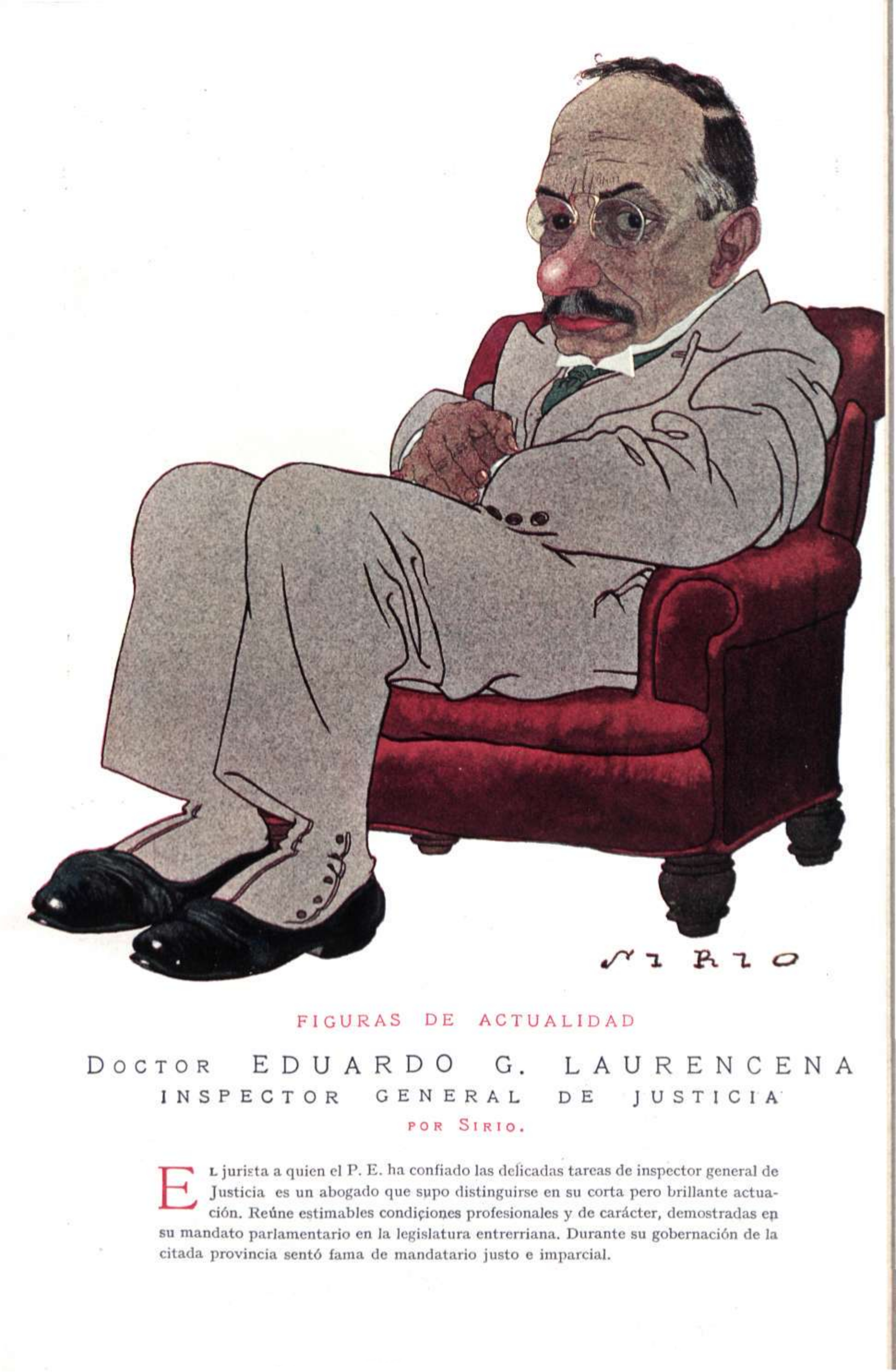
Retratado por Sirio en Caras y Caretas (1923)

Al asumir ese año Marcelo T. de Alvear la Presidencia de la Nación, fue designado Inspector Nacional de Justicia.  
Liberal en lo económico y conservador político, Laurencena fomento la división partidaria de 1924. Lideró la fracción opuesta a la UCR Comité Nacional, cercana a Yrigoyen y llevó adelante articulación de la coalición entre anti personalistas y conservadores. 

### Gobernador de Entre Ríos (1926-1930)
Al dividirse el radicalismo de Entre Ríos en 1924, Laurencena adhirió a la Unión Cívica Radical Antipersonalista, partido por el cual es elegido Gobernador de la Provincia de Entre Ríos en las elecciones de junio de 1926, junto a José María Garayalde como Vicegobernador. Como gobernador, Laurencena expulsó a los opositores radicales yrigoyenistas y conservadores de la Legislatura. En 1930 formó parte de la Concordancia fue una coalición política argentina que gobernó durante la llamada "Década Infame" (1930-1943). Esta alianza, formada por el Partido Demócrata Nacional, la Unión Cívica Radical Antipersonalista y el Partido Socialista Independiente, accedió al poder a través de elecciones fraudulentas y se caracterizó por la corrupción, la dependencia económica y la represión política. 
Entre 1927 y 1931 se produjo una grave crisis en diferentes industrias entrerrianas entre ellas la forestal, descendiendo la producción en 47 por ciento sumada a una caída del 38 por ciento en la industria cítrica y la pérdida de 200.000 cabezas de ganado bovino. En total durante esa época 17.899 establecimientos rurales presentaron quiebra y el desempleo triplico al ya de por sí alarmante desempleo nacional. En tanto las exportaciones de cereales, lino y maíz entrerriano se redujeron a una quinta parte de lo que eran en 1920. Recién en 1945 se recuperarían los niveles productivos provinciales de 1925. Su gobierno coincide con la desaparición de la vitivinicultura en la provincia, lo que afectó a más de 3200 productores y chacareros.
Golpeado por la crisis económica iniciada en 1928 la problemática situación política de luchas facciosas dentro del radicalismo se acentuó por la grave crisis económica. Para salir de las dificultades más urgentes el gobierno de Laurencena recurrió a empréstitos externos.
En 1928 se presenta un proyecto de ley de Intervención Federal sobre la Provincia de Entre Ríos. El mismo se da en el contexto de luchas internas en el radicalismo, donde una delegación integrada por Enrique Mihura, Silvano Santander y Fermín Garay se lo solicita el presidente Hipólito Yrigoyen. El proyecto se basaba en otro del mismo tenor, presentado en agosto de 1927 por los Diputados Carmelo Astesiano y Ambrosio Artusi, y entre sus fundamentos se lee:

«[...] Sólo diremos, reiterando juicios ya formulados, que el sistema republicano de gobierno está profundamente subvertido en la provincia y que no debe demorarse por más tiempo la efectividad de la garantía federal, so pena de que perdure y se afiance un estado de cosas que entraña una situación de fuerza y perversión incompatible con el espíritu de nuestras instituciones fundamentales y con el concepto reparador de la magna era a que estamos abocados»

Tras el derrocamiento de Yrigoyen en 1930, se instala la dictadura de José Félix Uriburu. No obstante, la provincia de Entre Ríos fue una de las pocas que no fue intervenida tras el golpe militar debido al respaldo del Gobernador Laurencena al gobierno de facto. En su último mensaje a la Asamblea Legislativa como Gobernador, Laurencena expresó:

«La operación [en referencia a la Revolución del 6 de septiembre de 1930] ha sido dolorosa: nadie la ha deseado y el país llegó a ella obligado, como se llega a los trances extremos. Lo único cierto, indiscutible en el momento, es que el país ha necesitado salirse de la constitución para extirpar un gobierno que lo llevaba rápidamente a la bancarrota moral y material; pero que necesita ahora con igual imperio, volver rápidamente a la vida constitucional. En un país civilizado, no hay ningún deber que pueda anteponerse al de constituir un gobierno legal»
Mensaje a la Asamblea Legislativa del 01 de octubre de 1930

Durante el gobierno de Laurencena, Entre Ríos profundiza su declive en el concierto nacional mientras que no facilitó la incorporación plena al modelo económico de sustitución de importaciones, tras el agotamiento del modelo agroexportador en 1930. El éxodo entrerriano fue clara manifestación de este proceso, con estancamiento poblacional evidenciado en los censos.

### Actividad posterior
Laurencena permaneció distanciado de la Unión Cívica Radical Antipersonalista, que había integrado la Concordancia y apoyado la cuestionada presidencia del General Agustín P. Justo (1932-1938). En 1932 fue elegido senador nacional por Entre Ríos, cargo que desempeñaría hasta 1943.
En las elecciones de marzo de 1943 fue elegido sin llegar a asumir. Formó parte de los comandos civiles, junto a Roque Carranza, futuro ministro de Alfonsín y un grupo de radicales.
Trabajó en la conformación de la alianza política denominada Unión Democrática para las elecciones de 1946. Fue elegido presidente del Comité Nacional de la UCR (1945/1946) en el momento en que se realizaron las elecciones en las que la fórmula integrada por Juan D. Perón y Hortensio Quijano se impuso a la fórmula integrada por José P. Tamborini y Enrique Mosca. Tras la derrota electoral renunciaron las autoridades del Comité Nacional de la UCR que presidía y se conformó una Comisión Reorganizadora de siete miembros, cuatro unionistas y tres intransigentes.
Tras el derrocamiento del gobierno peronista en 1955, durante la dictadura militar autodenominada Revolución Libertadora, de la que formó parte, fue designado por decreto como presidente del Banco Central de la República Argentina durante el gobierno de facto del dictador Pedro Eugenio Aramburu. Durante su gestión como presidente del Banco Central se dio la derogación de la Ley 12.962 que nacionalizó el Banco Central y los depósitos bancarios. El endeudamiento externo aumentó en más de 1800 millones de dólares que debían cancelarse en un plazo muy corto, lo que condujo al default en 1958. A partir de las reuniones con los acreedores se forma el Club de París en 1956. Ese mismo año el país se incorporó al FMI y al Banco Mundial. Al finalizar la dictadura militar, Argentina se encontraba en default, y la deuda externa había crecido. Mientras que en 1954, las reservas de oro y divisas acumuladas en el Banco Central superaban en 1300 millones de dólares a la deuda externa, a fines de abril de 1958 era la deuda externa la que superaba en 1100 millones de dólares a las reservas de oro y divisas.
Laurencena falleció en junio de 1959.